# Vaccinium glabrescens
Vaccinium glabrescens är en ljungväxtart som beskrevs av George King och Gamble. Vaccinium glabrescens ingår i Blåbärssläktet, och familjen ljungväxter. Inga underarter finns listade i Catalogue of Life.